# Brenda Paula Gomes
Brenda Paula Figueiredo de Almeida Gomes é uma cirurgiã dentista, professora universitária e cientista brasileira especializada em epidemiologia e microbiologia aplicadas à endodontia, sendo uma das principais referências no Brasil do estudo da morfologia interna dos dentes e dos fatores envolvidos no sucesso dos "tratamentos endodônticos" (conhecidos popularmente como tratamentos de canal).
Ela tem obtido premiações como autora e orientadora de pesquisas nessa área, tendo orientado pesquisas que conquistaram o Prêmio Capes de Tese em várias edições.

## Biografia
Brenda Paula Figueiredo de Almeida Gomes é graduada em Odontologia pela PUC-MG desde 1984, tendo ingressado no Mestrado em Endodontia na Universidade Federal do Rio de Janeiro (UFRJ), onde defendeu sua dissertação "Técnica de modelagem com acetato de vinila do endodonto de incisivos inferiores portadores de doença periodontal", orientada por Homero Habel Rodrigues e aprovada em 1992.
Ainda nos anos 1990, ela decidiu fazer o seu doutoramento fora do Brasil e, então, ingressou no doutorado no Hospital Universidade de Odontologia de Manchester (Inglaterra), em 1995, onde conquistou o seu título de doutora em Odontologia Restauradora com tese “An investigation into the root canal microflora” (em português: "Uma investigação sobre a microflora do canal radicular") orientada por John David Lilley e David Bernard Drucker.
Após realizar pesquisa de pós-doutoramento na UNICAMP, ela ingressou na docência no campus de Piracicaba dessa universidade, por meio de concurso público, onde, além da produção de pesquisa na área de "Microbiologia endodôntica" e da prática de ensino em cursos de graduação e pós-graduação, vem desempenhando vários cargos administrativos da vida universitária, como o de coordenadora do Programa de Pós-Graduação em Clínica Odontológica da Faculdade de Odontologia da Universidade Estadual de Campinas (FOP-UNICAMP), entre 2000 a 2004.

## Principais obras

### Capítulos de Livros
- "Estudo microbiológico Parte 3: Endotoxinas: protocolos para detecção nos canais radiculares". Estrela C (org). Metodologia Científica: Ciência, Ensino, Pesquisa. 3. ed. Porto Alegre - RS: Artes Médicas, 2018, v. 33, p. 571-588.
- "Microbiologia dos canais radiculares infectados". In: Prado M; Rocha NS. (Org.). Endodontia, Princípios Prática Clínica. 1. ed. Rio de Janeiro: Medbook, 2017, p. 11-20.
- "Microbiologia aplicada". In: Francisco José de Souza Filho. (Org.). Endodontia passo a passo: Evidências clínicas. São Paulo: Artes Médicas, 2015, p. 26-30.
- "Controle da Infecção Endodôntica". In: Machado Manoel Eduardo de Lima; Haddad Filho Miguel Simão; Aguiar Carlos Menezes. (Org.). Endodontia - Tópicos da Atualidade. 1. ed. São Paulo-SP-Brasil: Artes Médicas, 2015.
- "O papel do diagnóstico molecular no estudo das infecções de origem endodôntica: conceitos, técnicas e aplicações". In: Ferrari, P.; Bombana, A.C. (Org.). A infecção endodôntica e sua resolução. 1. ed. São Paulo: Santos, 2010, p. 23-46. (com Francisco Montagner).
- "Microrganismos: quais são, onde estão e que danos causam?". In: Rielson José Alves Cardoso; Elenice Aparecida Nogueira Gonçalves. (Org.). Endodontia & Trauma. 1. ed. São Paulo: Artes Médicas, 2002, v. 2, p. 77-97.

### Artigos
Todos os artigos abaixo foram escritos em co-autoria com outros cientistas:
- "Effect of antimicrobial photodynamic therapy on the reduction of bacteria and virulence factors in teeth with primary endodontic infection". Photodiagnosis and Photodynamic Therapy, v. 41, p. 103292, 2023. (umas das publicações mais recentes)
- "Chlorhexidine in Endodontics". Brazilian Dental Journal, v. 24, p. 89-102, 2013. (citações Scopus: 182)
- "Microbiological examination of infected dental root canals". Oral Microbiology and Immunology, v. 19, n.2, p. 71-76, 2004. (citações Scopus: 328)
- "In vitro antimicrobial activity of several concentrations of sodium hypochlorite and chlorhexidine gluconate in the elimination of Enterococcus faecalis". International Endodontic Journal, v. 34, p. 424-428, 2001. (citações Scopus: 355)
- "Association of specific bacteria with some endodontic signs and symptoms". International Endodontic Journal, Inglaterra, v. 27, n.6, p. 291-298, 1994. (citações Scopus: 107)

## Prêmios
Entre os prêmios recebidos se destaca o Prêmio Capes de Tese César Lattes em 2008, como orientadora da tese "Relação da sintomatologia com a presença de microrganismos e endotoxinas em canais radiculares com necrose e suscetibilidade antimicrobiana de bactérias anaeróbicas estritas" produzida por {[Rogério de Castilho Jacinto]], na época doutorando na UNICAMP.
Este feito seria repetido em 2012.